# Lauritz Christian Lindhardt
Pour les articles homonymes, voir Lindhardt.
 (décembre 2022).
Le contenu est difficilement compréhensible vu les erreurs de traduction, qui sont peut-être dues à l'utilisation d'un logiciel de traduction automatique.
Lauritz Christian Lindhardt, né le 20 août 1842 et mort le 25 septembre 1906, est un dentiste danois, professeur à l'École dentaire de Copenhague et président de l'Association dentaire danoise entre 1888 et 1890 et entre 1891 et 1898.

## Biographie
Laurtiz Christian Lindhardt est le fils de Bendt Lindhardt et Johanne Thomasine Nicoline Lauritsdatter Prom. Il a un fils, Holger Lindhardt, dentiste à Rønne.
En 1870, il aide à introduire le premier foret dentaire d'Amérique[réf. nécessaire].
En 1893, Lindhardt est fait chevalier de l'ordre de Dannebrog.
En 1894, Lindhardt est nommé professeur titulaire.